# Jacksonia calycina
Jacksonia calycina är en ärtväxtart som beskrevs av Karel Domin. Jacksonia calycina ingår i släktet Jacksonia och familjen ärtväxter. Inga underarter finns listade i Catalogue of Life.